# Gul Dukat
Gul Dukat es un personaje ficticio de Star Trek: Espacio profundo nueve en el universo de Star Trek interpretado por el actor Marc Alaimo. Se le podría considerar como el antagonista de la serie a partir de la cuarta temporada. Es un cardasiano.

## Biografía
Dukat es un miembro del ejército cardasiano. Su rango es Gul, uno de los más altos en la milicia cardasiana. Por eso es conocido como Gul Dukat. Gul Dukat fue el encargado de gobernar Bajor durante los últimos años de ocupación cardasiana en este planeta y estuvo en contra de la independencia de Bajor. Es culpado por casi todos los bajoranos por muchos crímenes cometidos por los cardasianos, a los cuales él miraba como a niños. Su principal enemigo en esa época es Elim Garak, a quien intenta matar por haber contribuido decisivamente a la ejecución de su padre por corrupcíon. Esa enemistad entre ambos continuó incluso después de esos acontecimientos de forma casi continua.
Dukat se convirtió desde la toma de la estación por parte de Bajor y de la Federación en el 2369 en el rival más grande de la Federación en el lugar, algo que hizo sentir a Benjamin Sisko desde el primer día en el que cogió el mando del lugar. Desde entonces ellos tienen una rivalidad extendida a causa de las rivalidades políticas entre Cardasia y la Federación. Durante ese tiempo él se intentó aprovechar que la estación activase sin querer un programa antirebelde de Gul Dukat de la ocupación contra los bajoranos para tratar de conseguir presencia cardasiana en la estación. Ese intento falló por un subprograma imprevisto 
En el 2370 Dukat empezó a  distanciarse del Comando Central de Cardassia, cuando intentaron convertirlo en chivo expiatorio de los trapos sucios suyos que contribuyeron a la creación de esa organización, acontecimiento que ocurrió cuando fue raptado por la organización. Para evitar que se saliesen con la suya él ayudó a Benjamin Sisko, que lo liberó,  a sacarlos a la luz. Desde entonces Gul Dukat combatió al Maquis dentro de sus posibilidades y hubo cierta mejoría en la relación con Sisko. 
En el 2372 Dukat ayudó a los civiles a derribar al Comando Central, que estaba debilitado por la destrucción de la Orden Obsidiana el año pasado por el Dominio. Después de ello se convirtió en consejero militar del gobierno civil y cuando los Klingons atacaron Cardasia pensando que el acontecimiento fue obra del Dominio, Gul Dukat luchó contra ellos. La situación catastrófica causada por ello en su planeta impulsó a Gul Dukat a hacer una alianza en el 2373 con el Dominio e impulsó al gobierno de Cardasia a unirse a él. De esa manera llegó al poder y el Dominio pudo entrar en el Cuadrante Alfa sentando así las bases de la futura Guerra del Dominio, que empezó el mismo año bajo su dirección.
Tuvo una hija ilegítima llamada Tora Ziyal, producto de una relación con una bajorana durante la ocupación en Bajor. Tora Ziyal fue asesinada en el 2374 por un subordinado de Dukat cuando tuvieron que evacuar la estación espacial Espacio Profundo 9 durante la guerra. Después del acontecimiento él enloquece, pierde el poder, culpa a Benjamin Sisko de lo ocurrido y hace una alianza con los Espíritus Pagh, enemigos de los profetas. Se vuelve líder de ese culto y trata de liberarlos de su prisión en el 2375, pero Sisko consigue detenerlo y arrojarlo a su prisión en las Rocas de Fuego, donde, según los profetas, estará eternamente. 
- Datos: Q22954